# ドメニコ・スカルラッティ
ジュゼッペ・ドメニコ・スカルラッティ（Giuseppe Domenico Scarlatti, 1685年10月26日 - 1757年7月23日）は、イタリアのナポリ出身で、スペインのマドリードで没した作曲家。現在では、もっぱら民族色豊かな鍵盤語法が繰り広げられる多数のチェンバロのためのソナタとチェンバロのための練習曲集によって知られる。

## 略歴

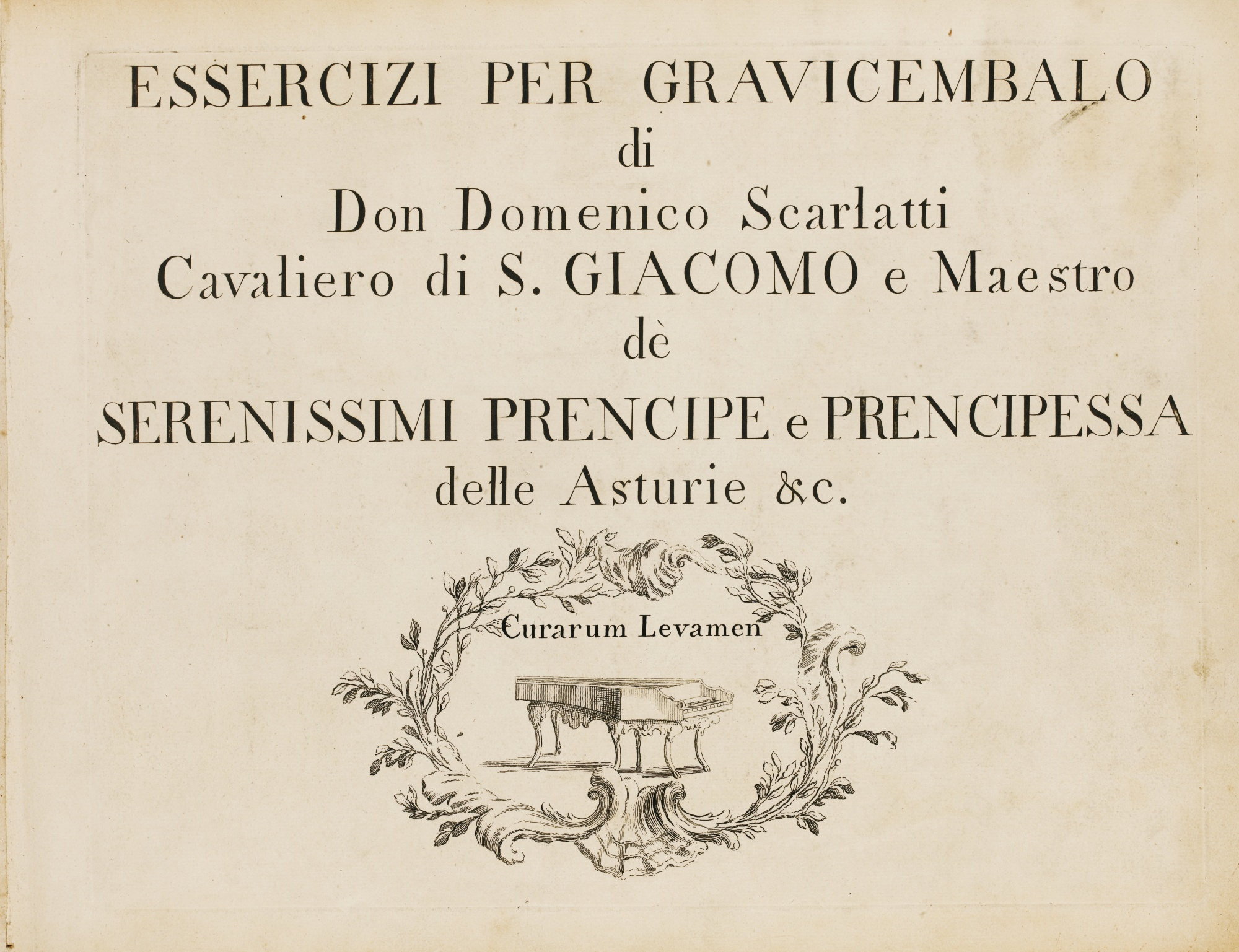
ハープシコード練習曲集 (1738)

1685年、ドメニコは有名な作曲家であるアレッサンドロ・スカルラッティの子として、ナポリに生まれた。10人兄弟の6番目の子だった。スカルラッティ家はバッハ家やクープラン家と同様の音楽家の一族だった。幼い頃は「ミモ」の愛称で呼ばれていた。ドメニコが幼少期いつどのように音楽教育を受けたかは定かではない。
1701年9月13日にナポリの教会付き作曲家兼オルガン奏者に15歳で就任した。しかしこの頃、ナポリではナポリ副王を狙った暗殺未遂であるマッキア侯の陰謀事件やスペイン継承戦争などの政情不安や、父アレッサンドロの勤めていた宮廷での不定期な給料の支払いによる経済的な不安定さなどから父とともにナポリを去ろうと考えていた。最終的に1702年6月14日より4ヶ月間の休暇を得て、父アレッサンドロとともにフィレンツェへと向かった。フィレンツェではナポリでの政治的な騒乱を避けるため4ヶ月以上滞在し、11月にはナポリに戻ったとされる。この頃、スカルラッティの最初のオペラである「オッタヴィーア」と「ジュスティーノ」が1703年12月19日に初演された。父の命令によって1705年にヴェネツィアに移った。この頃、ピエタ教会に足繁く通っていたとされ、また同教会で聖歌隊の指揮をしていたフランチェスコ・ガスパリーニのもとで音楽的な訓練を受けていたと考えられる。1709年からはローマに住み、同地に当時亡命していたポーランド王妃マリー・カジミールの音楽監督(maestro di cappella)の職を得た。また、サン・ピエトロ大聖堂のジュリア礼拝堂で働き、1714年末に音楽監督のトンマーゾ・バイが没すると、その後を引き継いだ。この頃、スカルラッティはカジミールのため毎年1作のペースでオペラを作曲した。その多くの作品の台本はスカルラッティと同様にカジミールに仕えていたカルロ・シジスモンド・カペーチによるものを使用している。
ローマ時代にはヘンデルとチェンバロおよびオルガンの腕前を競い合ったという逸話がある。チェンバロの勝負においては二人の差はなかったが、オルガンの勝負では明らかにヘンデルが勝っており、スカルラッティもそれを認めたという。しかしこの逸話を証明できる資料は存在しない。
1714年にポルトガル大使のフォンテス侯爵と知り合ったことが機縁で、1719年ポルトガル王ジョアン5世はスカルラッティを王室礼拝堂の音楽監督に任命した。スカルラッティは1719年11月29日にリスボンに到着した。彼はまた王の兄弟であるドン・アントニオおよびマリア・マグダレーナ・バルバラ王女に音楽を教えた。
1728年、スカルラッティはイタリアで16歳のマリア・カタリーナ・ジェンティリと結婚した。
1729年にマリア・バルバラがスペイン王家の王太子フェルナンドに嫁いだため、マドリードへ移った。
1738年、ジョアン5世はスカルラッティをサンティアゴ騎士団の騎士に叙した。スカルラッティは最初のソナタ集である「Essercizi per gravicembalo」（チェンバロ練習曲集、30曲。K.1-30）を出版し、ジョアン5世に献呈した。スカルラッティの名声はこの曲集によってヨーロッパ中に広がった。最終曲が有名な「猫のフーガ」である。
フェルナンドは1746年にスペイン王フェルナンド6世として即位し、マリア・バルバラは王妃になった。スペインの宮廷ではファリネッリを中心としてイタリア・オペラが盛んになったが、スカルラッティはオペラの作曲には加わらなかった。
1757年にマドリードで没した。小惑星6480 Scarlattiは彼にちなんで1988年に命名された。

## 主要作品
スカルラッティは鍵盤作品の作曲者として有名であるが、これ以外のジャンル(歌劇や宗教曲など)も遺している。同時代の作曲家と同様に散逸作品が多く、真作の判定が難しいものがある。

### 歌劇
- 王位回復したオッタヴィア（33曲のアリアのみ現存）
- イレーネ（33曲のアリアのみ現存）
- シーロのテティーデ（最後の4ページ消失）
- ハムレット
- 捨てられたディドーネ

### 管弦楽曲
- 17のシンフォニア

### チェンバロ作品
スカルラッティの鍵盤作品の多くは彼が仕えたスペイン王妃マリア・マグダレーナ・バルバラのもとでの筆写譜に基づく。自筆譜はほとんど残っておらず、スカルラッティ研究者のカークパトリックは全滅してしまったのではないかと指摘している。
- 540曲のソナタ (カルロ・グランテの見解[19]。ドメニコ・スカルラッティのソナタ一覧も参照のこと。)
- チェンバロのための練習曲集
- ファンダンゴ ニ短調（フランス語版）

#### 校訂版
スカルラッティの鍵盤作品を整理する作品番号は5種類ある。19世紀に編纂したカール・チェルニーによる番号(Cz.)、20世紀初頭にアレッサンドロ・ロンゴによってつけられたロンゴ番号(L.)、1953年のラルフ・カークパトリックの著書によるカークパトリック番号(K. または Kk.)、1967年のジョルジョ・ペステッリの著書によるペステッリ番号(P.)、そして音楽学者で鍵盤楽器奏者のエミリア・ファディーニがつけたファディーニ番号(F.)である。かつてはロンゴ番号が広く使われたが、現在最も多く使われているのはカークパトリック番号である。
現時点でスカルラッティがどのくらいの鍵盤曲を完成させたのか詳しいことは不明で、カークパトリックが真作と認めなかったソナタも伝承の形で少なくとも15曲以上は残されている。
1839年にカール・チェルニーによって、スカルラッティ作品が写本からようやく解放され再編纂された。
20世紀はじめに、当時知られていたスカルラッティのソナタの全集がアレッサンドロ・ロンゴの校訂によってリコルディ社から出版された。
ラルフ・カークパトリックの1953年の著書では、ロンゴの全集が勝手に曲の順序を並べ替えている上、ピアノによる現代的な演奏慣習にひきずられ、スカルラッティの本来の姿から離れていると批判した。しかしカークパトリック本人が校訂した曲は60曲だけであった。その後ケネス・ギルバートがウジェル社より全鍵盤作品の校訂を発表した。
ジョルジョ・ペステッリは559曲まで真作と断じている。
エミリア・ファディーニによる、より忠実な版がリコルディ社によって出版されているが、1978年から1995年までかけて8巻（457曲）を出版したところで止まってしまった。その後マルコ・モイラーギを新たに編集者に加え、2016年に第9巻が発売され2021年に第10巻が出版された。モイラーギは、517番以降にチェンバロのための練習曲集を充てている。現在は第11巻が刊行予定である。

### セレナータ
- 四季の口論（第2部消失）

### オラトリオ
- クリスマス・カンタータ

### 宗教作品
- ミサ曲　ニ長調
- ミサ曲　イ短調
- 4声のミサ曲　ト短調
- スターバト・マーテル ハ短調（10声）
- テ・デウム
- われ喜びに満てり

### カンタータ
- A chi nacque infelice
- Che si peni in amore

## 手稿
スカルラッティの筆写譜はヴェネツィアのマルチアーナ図書館が所有する「ヴェネツィア手稿」と、パルマのアリゴ・ボイド音楽院の王宮図書館が所有する463曲のソナタを収録する「パルマ手稿」、ミュンスターのサンティーニ司教図書館の所有する「ミュンスター手稿」、ウィーンのウィーン楽友協会が所有する「ウィーン手稿」の4つがある。
ヴェネツィア手稿は15巻からなり、当時のカストラートファリネッリのもとに贈られた。
パルマ手稿の多くはヴェネツィア手稿と同様であるが、ヴェネツィア手稿に含まれていない数曲の存在がある。
ミュンスター手稿は349曲のソナタを収録し1750年代の日付を持っている。またそのうちの2曲はヴェネツィア手稿にもパルマ手稿にも収録されていない作品である。
ウィーン手稿はミュンスター手稿のもととなったサンティーニのコレクションの一部がブラームスの元に渡り、ウィーン楽友協会が所有するようになったものである。

## 備考
1917年にバレエ・リュスによって上演されたバレエ『上機嫌な婦人たち』はカルロ・ゴルドーニの喜劇にもとづき、音楽はスカルラッティのソナタをヴィンチェンツォ・トンマジーニが編曲したものによっている。